# Maserati Shamal
Maserati Shamal är en sportbil, tillverkad av den italienska biltillverkaren Maserati mellan 1989 och 1996.
Shamal är en vidareutveckling av den sexcylindriga Karif, med modifierad kaross och en ny, liten V8:a med dubbla turboaggregat. Bilen byggdes endast i 369 exemplar.
Varianter:
| Modell | Motor              | Cylindervolym | Effekt | Bränslesystem             |
| ------ | ------------------ | ------------- | ------ | ------------------------- |
| Shamal | 8-cyl V-motor dohc | 3217 cm³      | 326 hk | Bränsleinsprutning, turbo |